# Le Baptême de l'eunuque
Le Baptême de l'eunuque est un tableau de Rembrandt datant de 1626 et conservé au musée du couvent Sainte-Catherine, à Utrecht.

## Présentation
Il s'agit d'une huile sur panneau (64 × 47,5 cm).
Cette œuvre a appartenu à des collectionneurs privés jusqu'en 1976, date à laquelle le musée du couvent Sainte-Catherine en a fait l'acquisition.
Le tableau fait écho au Baptême de l'eunuque (1623) de Pieter Lastman, dont Rembrandt fut l'élève pendant six mois en 1625.
Rembrandt traitera le même sujet vers 1635 dans un dessin qui se trouve aujourd'hui à la Staatliche Graphische Sammlung de Munich, puis en 1641 dans une eau-forte et pointe sèche sur papier actuellement conservée au Rijksmuseum d'Amsterdam.

## Thème
Le tableau représente un épisode du Nouveau Testament relaté au chapitre 8 des Actes des Apôtres. Le diacre Philippe  rencontre sur la route de Jérusalem à Gaza un eunuque éthiopien, trésorier de la reine Candace d'Éthiopie, qui voyage sur un char. L'eunuque peine à comprendre un passage du Livre d'Isaïe qu'il est en train de lire et Philippe le lui explique en lui annonçant l'évangile. L'eunuque lui demande alors le baptême (Ac 8,27-39).
Dans l'hypothèse où cette scène est véridique, la question se pose de savoir si cet eunuque est un prosélyte déjà converti au judaïsme ou l'un de ces nombreux païens attirés par le judaïsme, au premier siècle, que l'on nomme les « Craignant-Dieu ». Dans le second cas, il s'agirait du tout premier baptême d'un païen. 
En tout état de cause, une tradition issue de la littérature apocryphe voit dans ce baptême de l'eunuque l'origine de l'Église éthiopienne orthodoxe.

## Galerie

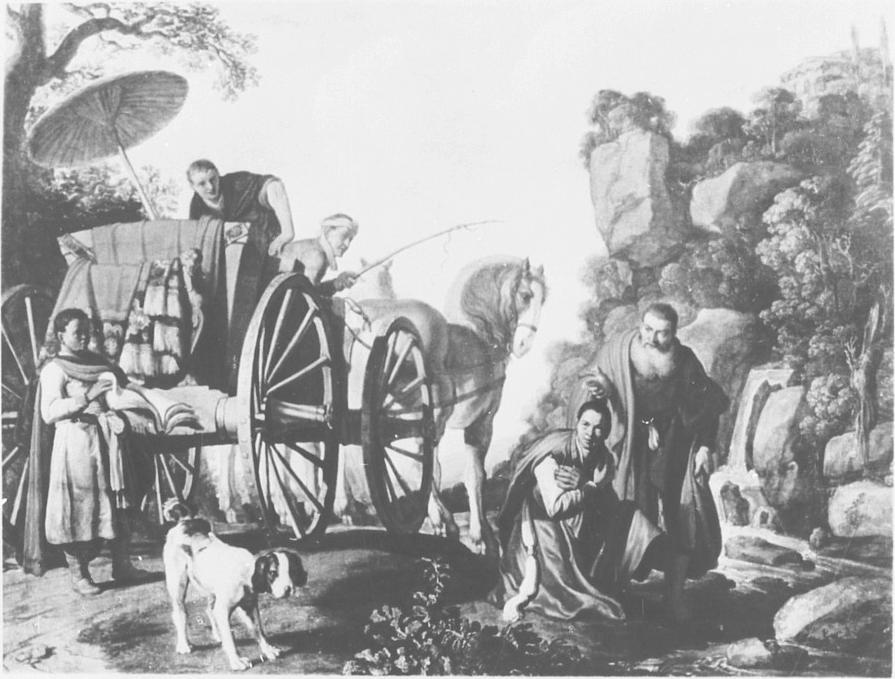
Pieter Lastman, Le Baptême de l'eunuque (1623)
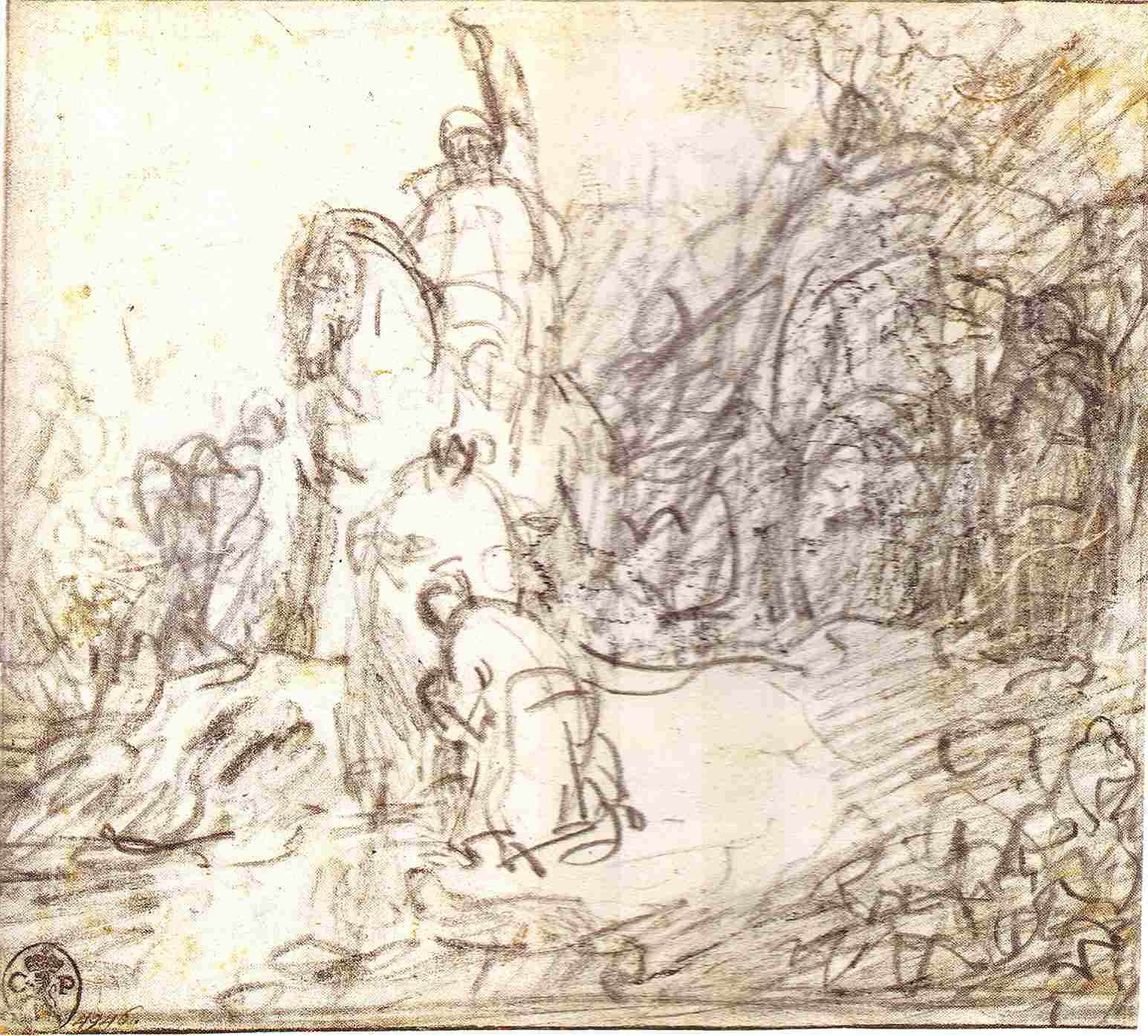
Rembrandt, Le Baptême de l'eunuque (v. 1635)
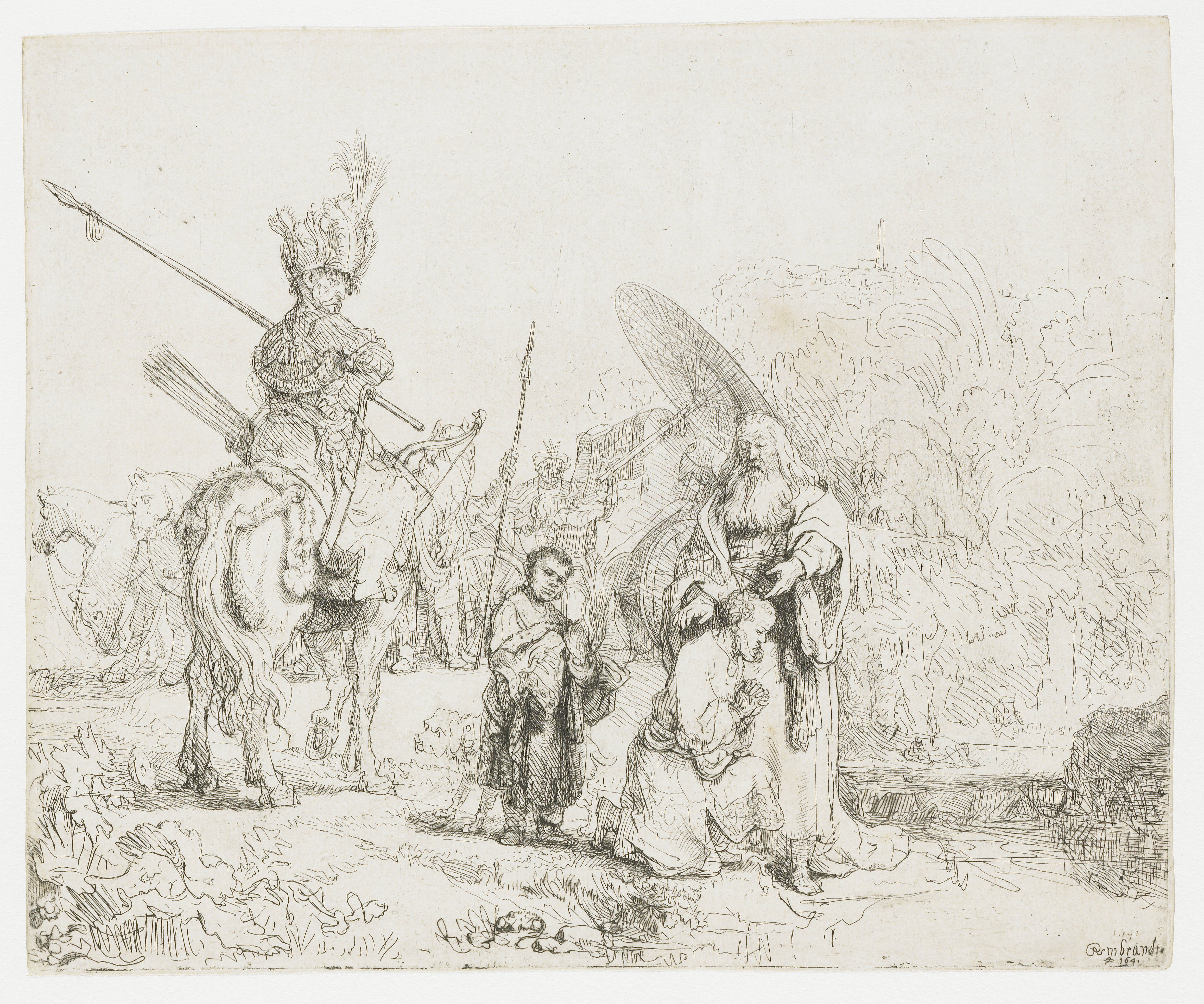
Rembrandt, Le Baptême de l'eunuque (1641)

## Expositions
- Rembrandt, ‘de doop van de kamerling’, 31 mars - 10 mai 1976, musée du couvent Sainte-Catherine, Utrecht.
- The Mystery of the young Rembrandt, 3 novembre 2001 - 27 janvier 2002, Gemäldegalerie Alte Meister, Cassel.
- Rembrandt Rembrandt, 1er février - 11 mai 2003, musée Städel, Francfort-sur-le-Main.
- Das Zeitalter Rembrandts, 4 mars - 21 juin 2009, Albertina, Vienne.